# 上海閔行發電廠
上海闵行发电厂是中華人民共和國上海市閔行區的一個火力发电廠，隸屬於上海电力股份有限公司。發電廠占地32公顷,建筑面积14万平方米。闵行发电厂建于1958年。建成時名為上海电业局闵行发电厂。1959年更名為上海闵行发电厂。截至1986年11月，上海闵行发电厂共有6台135兆瓦机组，装机容量达到815兆瓦，當時的發電廠類型為燃煤电厂。2011年底，六台机组全部停运。